# Emmanuel Van der Linden d'Hooghvorst
Pour les articles homonymes, voir Emmanuel d'Hooghvorst, Vanderlinden et Hooghvorst.
Emmanuel Vanderlinden, baron d'Hooghvorst (Bruxelles, 7 juin 1781 – idem 15 avril 1866) est un général et homme politique belge de tendance catholique qui joue un rôle majeur lors de la révolution belge. Il est le frère de Joseph van der Linden d'Hooghvorst. Il est également bourgmestre de Meise de 1807 à 1866. Il est connu dans ce village pour sa générosité (il fait paver les routes à ses frais, participe financièrement à la reconstruction du village après un incendie en 1826).

## Biographie

### Rôle dans la révolution
C'était un grand propriétaire terrien, conservateur des Eaux et Forêts et membre des états provinciaux du Brabant méridional. Après les émeutes de Bruxelles du 25 août 1830, il est pressenti dès le lendemain pour commander la garde bourgeoise constituée pour rétablir l'ordre dans la ville. Comme il est alors en dehors de la ville, il ne peut accepter de prendre ses fonctions que le 27 août, après qu'un autre candidat, F. Bassé refuse le poste. En tant que commandant en chef de cette garde, il tente de concilier les points de vue des bourgeois de Bruxelles avec celles des autorités néerlandaises.
Ainsi, le matin du 28 août, il informe Pierre van Gobbelschroy, ministre de l'Intérieur, et Hyacinthe van der Fosse, gouverneur du Brabant méridional, de l'intention des bourgeois d'envoyer un député exprimer au roi leurs griefs. Les deux hommes expriment leur opposition à ce projet. Le même jour dans l'après-midi il dissuade le général de Bijlandt de faire venir des renforts, en expliquant que l'arrivée de troupes exciterait le peuple et que dans ces conditions la garde bourgeoise ne pourrait plus assurer le maintien de l'ordre.
Le 31 août au matin, le prince d'Orange le convoque à Vilvorde, où stationnent ses troupes, à une réunion rassemblant toutes les autorités présentes à Bruxelles. Il accepte mais se fait accompagner d'autres membres de la garde bourgeoise : Jacques Vander Smissen, Hotton, Louis Van der Burch, Sylvain Van de Weyer et Nicolas Rouppe. Choqué par leur accoutrement et par les couleurs brabançonnes qu'ils portent, le prince les fait attendre trois quarts d'heure avant de les recevoir. Quand il les rencontre enfin, il reconnaît les efforts de la garde pour maintenir l'ordre, mais leur reproche de ne pas respecter les lois et les autorités et de porter des couleurs factieuses. Hooghvorst lui répond que la garde bourgeoise n'avait agi ainsi que pour pouvoir maintenir l'ordre et que toutes ces attitudes « rebelles » étaient indispensables pour que le peuple ne se retourne pas contre elle. Il en vient ensuite à réclamer des concessions politiques pour calmer les esprits. Le prince Guillaume lui répond qu'aucune concession ne sera faite si les couleurs brabançonnes ne sont pas abandonnées et qu'il ne peut rentrer à Bruxelles avec ses troupes. À ces conditions, il se déclare prêt à accorder une amnistie. Il les renvoie ensuite en leur donnant la journée pour prendre leur décision. Le soir, une nouvelle délégation de la garde bruxelloise convainc finalement le prince de rentrer à Bruxelles le lendemain sans ses troupes, sous la protection de la garde, et sans exiger le retrait des couleurs brabançonnes.
Le 1er septembre vers 13 heures, Hooghvorst accueille le prince porte de Laeken et le conduit ensuite à travers Bruxelles au milieu d'une foule hostile. Le 3 septembre en début de matinée, Hooghvorst est reçu par le prince dans son palais de Bruxelles ; il répète sa demande de concessions politiques, insistant sur le fait que la garde bourgeoise ne pourra pas indéfiniment contenir le peuple. Il revient au palais vers 10 heures, accompagné de tout son état-major, pour demander au prince de quitter la ville pour sa sécurité, la garde ne pouvant plus contenir le peuple. La délégation demande également au prince de réclamer à son père une séparation immédiate des provinces du Sud. Le prince finit par accepter cette mission après avoir fait promettre au bourgeois de rester fidèle à la maison de Nassau et de reprendre dès que possible les couleurs orangistes. Hooghvorst fait alors immédiatement rédiger une proclamation annonçant que le prince retourne auprès de son père pour plaider la cause de la séparation.
Le 8 septembre, craignant le pillage et l'augmentation de l'insécurité à Bruxelles, il fait publier une proclamation invitant les autres régions du pays à stopper l'afflux de volontaires vers Bruxelles.
Le 11 septembre, la régence et la garde bourgeoise négocient pour créer une commission de sûreté publique. La garde bourgeoise lui avait assigné parmi ces objectifs de « faire triompher le principe de séparation du Nord et du Midi » et la régence insistait pour préciser que cet objectif devait être poursuivi « par voies légales ». Hooghvorst intervient alors auprès de la régence et menaça que la garde bourgeoise pourrait abandonner son service, ce qui pousse la régence à céder.
Le 19 septembre, le conseil de la garde bourgeoise condamne par une proclamation les expéditions hors de Bruxelles de certains volontaires liégeois. Cette proclamation est brûlée par le peuple et le soir des volontaires liégeois envahissent l'hôtel de ville, où se trouvait Hooghvorst avec d'autres membres de la garde bourgeoise. Pour calmer les esprits, il place le drapeau liégeois sur le balcon de l'hôtel de ville.
Le 20 septembre, après que le peuple a envahi l'hôtel de ville et désarmé une partie de la garde bourgeoise, Hooghvorst prend la tête des restes de la garde. Place de la Monnaie, ses troupes rencontrent le peuple armé. Il parlemente et parvient à éviter l'affrontement, notamment en faisant chercher des armes à son hôtel pour les distribuer. Le 21 septembre au matin, il réunit à l'hôtel de ville les chefs de sections de la garde bourgeoise et les commandants des corps de volontaires formés la veille par le peuple. Il leur annonce qu'il refuse de commander la garde pour défendre la ville, car il veut cantonner son rôle au maintien de l'ordre. Il demande donc la désignation d'un chef militaire. Auguste Van der Meere est ainsi désigné par l'assemblée comme commandant et on l'envoie chercher. À son arrivée, Hooghvorst le présente aux troupes. Le soir, resté à l'hôtel de ville, il reçoit la proclamation du prince Frédéric d'Orange-Nassau qui annonce l'entrée de ses troupes dans Bruxelles et un pardon général, mais des sanctions pour tous ceux qui résisteraient. Il renonce à l'afficher, mais cherche à en informer les chefs de la garde bourgeoise. La plupart d'entre eux sont cependant introuvables. Pour ne pas être considéré responsable d'une éventuelle résistance de la ville, il répond au prince qu'il ne se considère plus comme le chef de la garde.
Le 22 septembre, il reste à l'hôtel de ville et discute de l'attitude à adopter avec les principaux notables restés en ville. Ce groupe décide finalement d'envoyer une contre-proposition au prince Frédéric.

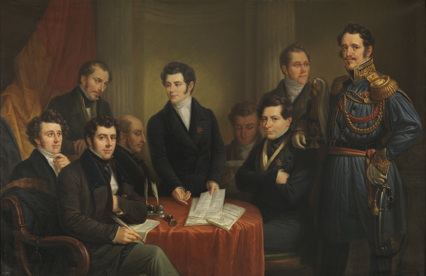
Le gouvernement provisoire de la Belgique en 1830.

Hooghvorst quitte alors l'hôtel de ville, mais y revient dès le 23 septembre au soir, quand s'organise la commission provisoire d'ordre public qui entame des négociations avec le prince Frédéric. Il est ainsi envoyé dans la nuit en délégation auprès de lui pour lui demander le retrait des troupes, l'amnistie, l'échange de prisonniers et la réunion des états généraux dans une ville du Sud. Le prince refuse ces conditions. Le 24 septembre au matin, il est élu membre de la commission administrative provisoire, aux côtés de Charles Rogier et d'André Jolly. Hooghvorst fait nommer secrétaires Joseph Vander Linden et Feuillen de Coppin. Dans la nuit, il est encore envoyé en délégation, avec Delfosse et Pourbaix, auprès du prince Frédéric, mais celui-ci refuse toujours de retirer ses troupes et il exige en outre le départ des volontaires étrangers à la ville. Le 25 septembre, le prince envoie deux fois un message à Hooghvorst pour le prier de le rejoindre pour négocier, mais Rogier s'oppose à une telle réunion. La commission administrative réclame alors comme préalable à toute négociation le départ des troupes et le prince finit par céder, en échange de la cessation des combats et du début de négociations visant à rétablir l'ordre. Cependant, la commission refuse cette offre.
Le 28 septembre au soir, lorsque la commission administrative, devenue entretemps le Gouvernement provisoire, crée un comité central auquel elle délègue ses pouvoirs, Hoogvorst n'en fait pas partie.
En mars 1831, il rejoint le parti orangiste et défend la candidature du prince Guillaume d'Orange au trône de Belgique. Il est élu membre suppléant du Congrès national. Le Congrès le nomme le 31 décembre 1830 général en chef à vie des gardes civiques du royaume. Toujours bourgmestre de Meise, il devient ensuite également bourgmestre du village de Wolvertem, dont il reconstruit l'église en 1834. Il en fait également construire l'église de Nieuwenrode.

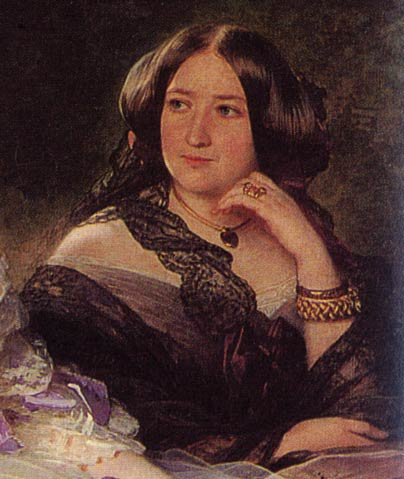
Pauline Van der Linden d'Hooghvorst par Winterhalter, extrait L'Impératrice Eugénie et ses dames d'honneur, 1855.

En 1843, la plus jeune de ses filles, Pauline (1814-1867), dame d'honneur de l'impératrice Eugénie, épousa Napoléon Maret, duc de Bassano. Elle est décédée au château de Meysse (sic) le 9 décembre à l'âge de 53 ans.
Il est décoré de la croix de fer et est commandeur de l'ordre de Léopold.

## Hommages
La commune de Meise lui a élevé une statue.

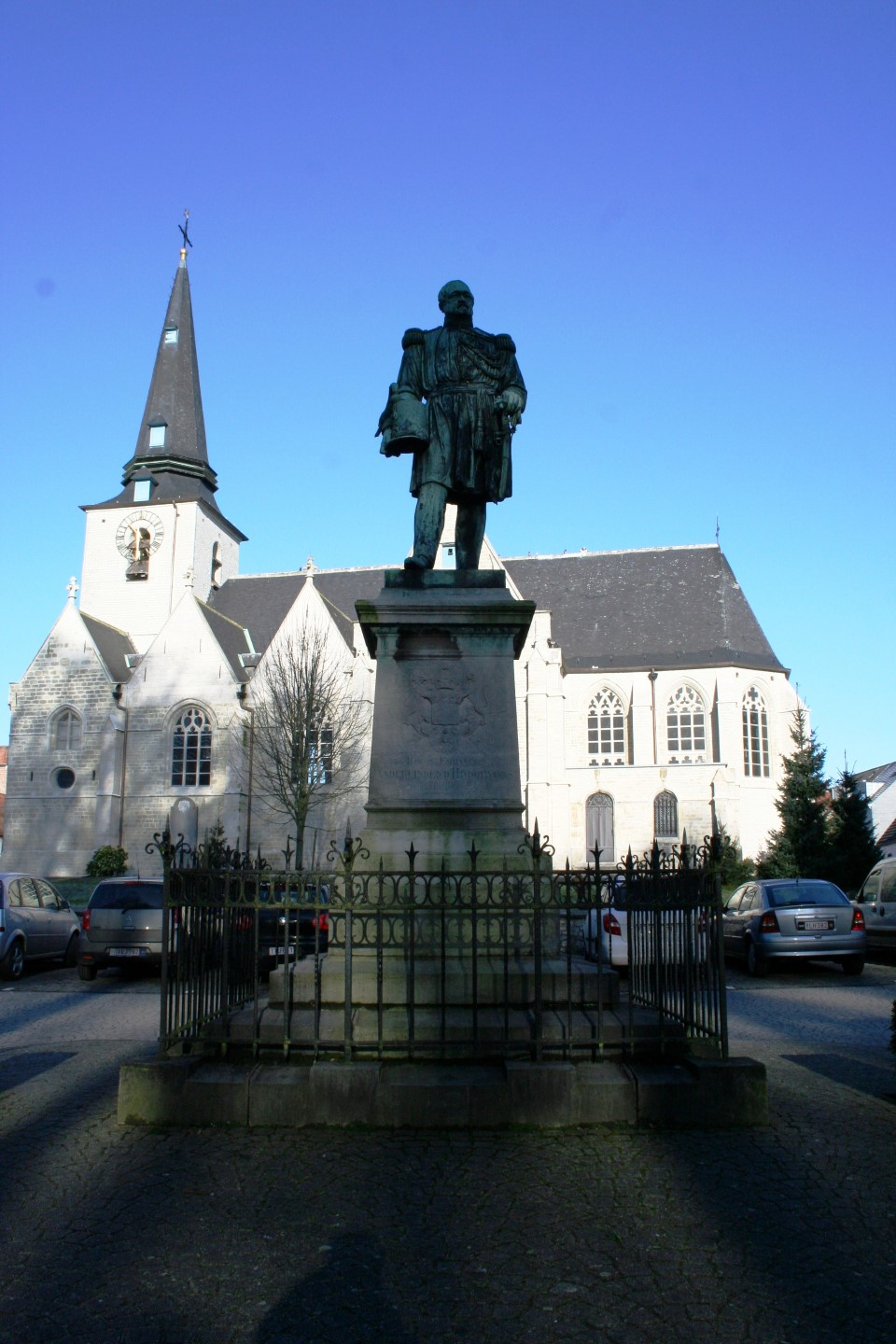
Statue représentant Emmanuel van der Linden d'Hooghvorst par Jean-André Laumans (Meise).
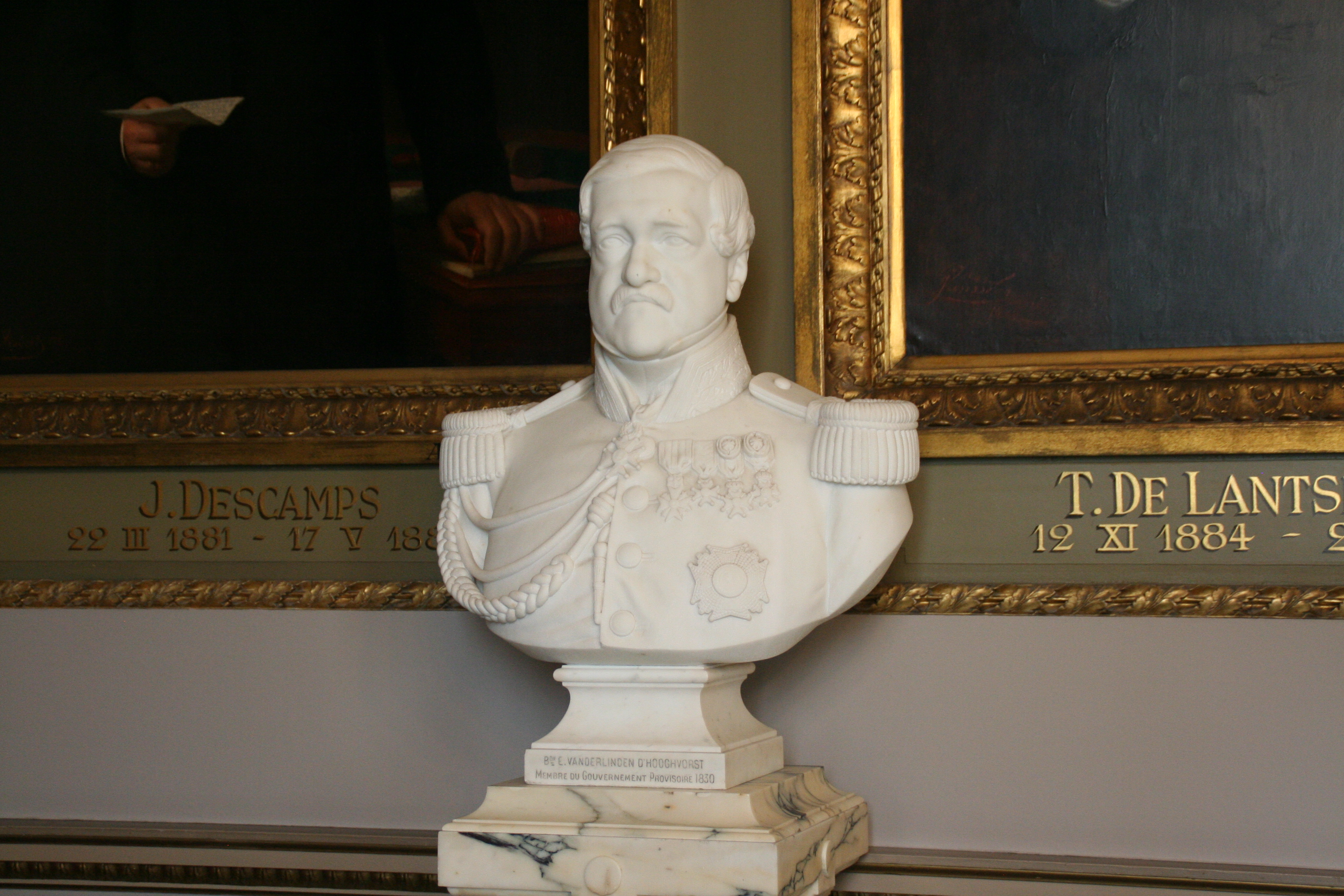
Buste représentant Emmanuel van der Linden d'Hooghvorst (palais de la Nation).